# Symphorosa
Symphorosa oder italienisch Sinforosa († 120 in Tibur) war eine frühe christliche Märtyrerin und Heilige.

## Leben
Die Legende der Heiligen Symphorosa wurde etwa im 8. Jahrhundert in einer Passio niedergeschrieben. Diese verbindet ihr Martyrium mit dem ihrer sieben Kinder und verlegt es in die Zeit des Kaisers Hadrian. Dieser habe von ihr verlangt, bei der Einweihung seines Palastes in Tibur den römischen Göttern zu opfern, woraufhin sich Symphorosa verweigert habe. Einer Überlieferung zufolge habe sie dabei auf ihren Ehemann Getulius verwiesen, der bereits vor ihr für seinen christlichen Glauben den Märtyrertod erlitten habe und dem sie folgen wolle; andere Überlieferungen datieren den Märtyrertod des Getulius allerdings einige Jahre nach dem der Symphorosa. Der Kaiser habe schließlich befohlen, Symphorosa an einen schweren Stein zu binden und im Tiber zu versenken. Sie sei dann an der Via Tiburtina nahe dem 9. Meilensteine vor den Toren Roms bestattet worden. Ihre sieben Söhne seien dann jeweils einem besonderen Martyrium unterworfen worden: Crescens, dem ältesten, sei der Hals durchbohrt worden, Julianus sei erdolcht worden, Nemesius sei mit einem Degenstich ins Herz getötet worden, Primitivus habe einen tödlichen Stich in den Nabel erhalten, Justinus sei mit einem Schwertstoß in den Rücken getötet worden, Stacteus habe man die Seiten geöffnet, und Eugenius sei von oben herab entzweigespalten worden. Es ist allerdings unklar, ob nicht das Martyrium von sieben Christen, die ursprünglich nichts mit Symphorosa zu tun hatten, nicht nachträglich so umgedeutet wurde, dass es sich um das ihrer Kinder handelte. Die Legende könnte in Anlehnung an die Passio Felicitatis gestaltet worden sein, die einen sehr ähnlichen Ablauf schildert.

## Verehrung
Im 17. Jahrhundert entdeckte Antonio Bosio am 9. Meilenstein der Via Tiburtina Reste einer kleinen Basilika, bei der es sich um die ursprüngliche Kultstätte der Symphorosa handeln dürfte. Ihre Reliquien werden heute in der Kirche Sant’Angelo in Pescheria verehrt, wohin Papst Stephan II. ihre Gebeine im Jahre 752 verbracht haben soll. Der dortige Sarkophag, der 1610 aufgefunden wurde, trägt die Inschrift Hic requiescunt corpora SS. Martyrum Simforosae, viri sui Zotici (Getulii) et Filiorum ejus a Stephano Papa translata.
Symphorosa wird als Heilige verehrt. Ihr Gedenktag ist der 18. Juli.